# Черемхів (Стрийський район)
Чере́мхів — село в Україні, в Стрийському районі Львівської області. Населення становить 237 осіб.

## Історія
Перша згадка про село у грамоті 29 червня 1394 р.
У податковому реєстрі 1515 року в селі документується 2 лани (близько 50 га) оброблюваної землі.
В селі збереглася дерев'яна церква Покрова Пр. Богородиці (1870).

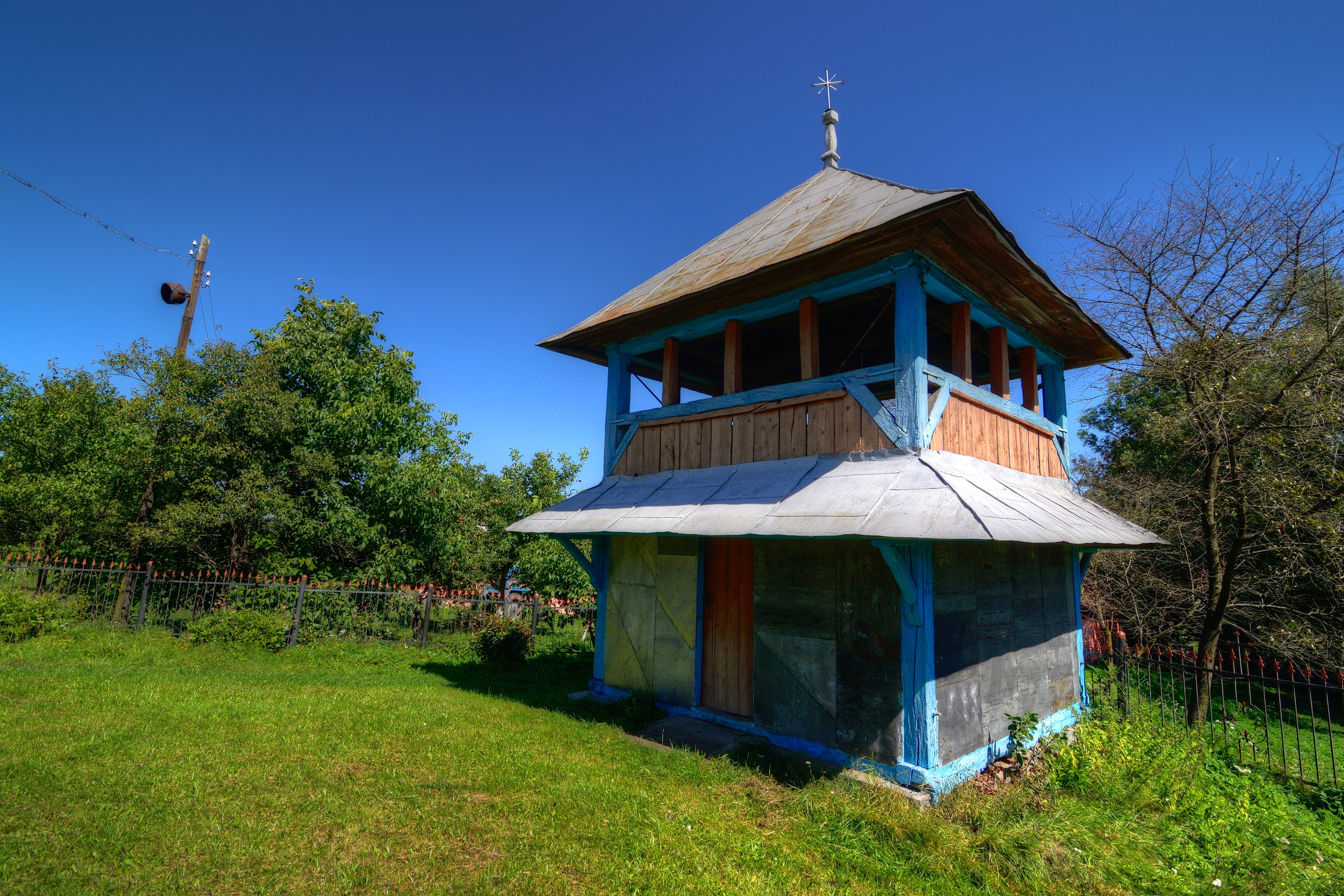
Дзвіниця

## Політика

### Парламентські вибори, 2019
На позачергових парламентських виборах 2019 року у селі функціонувала окрема виборча дільниця № 460378, розташована у приміщенні народного дому.
Результати
- зареєстровано 128 виборців, явка 53,13%, найбільше голосів віддано за Всеукраїнське об'єднання «Батьківщина» — 30,88%, за «Слугу народу» і Європейську Солідарність — по 14,71%.[5] В одномандатному окрузі найбільше голосів отримав Андрій Кіт (самовисування) — 55,88%, за Євгенія Гірника (самовисування) — 16,18%, за Олега Канівця (Громадянська позиція) — 11,76%[6].